# Frankie Manning
Frankie Manning (26 de maio de 1914 – 27 de abril de 2009) foi um dançarino, instrutor e coreógrafo estadunidense. É considerado um dos fundadores do Lindy Hop.
Atualmente, o aniversário do Manning é uma data anual de celebração para os entusiastas do Lindy Hop e costuma reunir dançarinos e instrutores de todo o mundo. Eventos comemorativos como esse ajudaram a difundir o estilo de dança.
No dia 26 de abril de 2009, Manning entrou em coma, alguns dias depois de ter sido levado para UTI por causa de uma pneumonia. Faleceu no dia seguinte, em 27 de abril. Sepultado no Cemitério de Woodlawn.